# Calantica affinis
Calantica affinis is een rankpootkreeftensoort uit de familie van de Calanticidae. De wetenschappelijke naam van de soort is voor het eerst geldig gepubliceerd in 1922 door Broch.